# 比拉希夫 (茲多爾布尼夫區)
50°22′43″N 26°5′40″E / 50.37861°N 26.09444°E
比拉希夫（烏克蘭語：Білашів）是位於烏克蘭西北部里夫內州裏里夫內區的村莊，面積14.5平方公里，海拔高度285米，2001年人口1,374，人口密度每平方公里94.5人。